# Малък вечерник
Малките вечерници (Nyctalus leisleri) са вид дребни бозайници от семейство Гладконоси прилепи (Vespertilionidae). Разпространени са в Северна Африка, Европа и Централна Азия, от западните части на Хималаите до Мадейра и Канарските острови. В България се срещат в цялата страна, макар и рядко.
Малкият вечерник е средно голям прилеп с дължина на тялото с главата 58,0-65,5 mm, размах на крилата 280-320 mm и маса 11-20 g. Цветът му е кафяв, по-тъмен по гърба и по-светъл по корема, а ушите и летателните мембрани са почти черни. Живее в хралупи на дървета, по-рядко в сгради, като предпочита широколистни гори. В някои части на ареала извършва сезонни миграции. Колониите през лятото се състоят главно от женски, а през зимата са смесени.
При полет малкият вечерник се ориентира чрез ехолокация, като използва смесен сигнал с кратка честотномодулирана част и по-дълга част с постоянна честота около 22 kHz.  Храни се с летящи насекоми, главно бръмбари, които улавя в полет.